# オクタコサン
オクタコサン (octacosane) は炭化水素の1種で、炭素が28連なった直鎖アルカン。分子式は C28H58。分子量は394.7601。融点は64.5℃。沸点は435.65 ℃。臨界点は744 (kPa)、575.55 ℃。構造異性体の種類は617105614。